# Tunnel Shiziyang

Carta della tratta ferroviaria tra Hong Kong e Guangzhou

Il Tunnel Shiziyang è una galleria ferroviaria ad alta velocità sotto Shiziyang nella parte settentrionale dell'estuario del Fiume delle Perle in Cina.
Il tunnel è una sezione della linea ferroviaria da Guangzhou a Hong Kong via Shenzhen. La costruzione è cominciata nel novembre 2007 con un budget di 2,4 miliardi di Yuan, e fu completato nel 2011. Il servizio passeggeri è cominciato il 26 dicembre 2011.